# جيش التحرير الشعبي الصحراوي
جيش التحرير الشعبي الصحراوي، ،  تألفت قواته تاريخيا من صنفين رئيسين من الاصناف الثلاثة المعروفة وهي القوات البرية والقوات البحرية. ورغم وجود عشرات من الطيارين العسكريين الصحراويين، لم يستعمل قط الجيش الصحراوي سلاح الطيران.